# Zelená Hora (Kraslice)
Zelená Hora (německy Grünberg) je část města Kraslice v okrese Sokolov v Karlovarském kraji. Nachází se na severu Kraslic. Je zde evidováno 75 adres. V roce 2011 zde trvale žilo 115 obyvatel.
Zelená Hora leží v katastrálním území Zelená Hora u Kraslic o rozloze 1,86 km².

## Historie
První písemná zmínka o vesnici pochází z roku 1590.
Osadu založili horníci z Kraslic. Nejstarší historie není zcela zřejmá, někteří němečtí historici ji ztotožňovali se zaniklou osadou Friedrichsgrün, uváděnou v listinách z let 1274 a 1348. V osadě se dolovala měď v mnoha dolech, často otevřených štolami. Doly se nacházely zejména nad pravým břehem Bublavského potoka na jihovýchodním svahu Zelené hory (713 m). V Kraslické horní knize se zde uvádí 31 dolů. Pozůstatky dolové činnosti jsou patrné dodnes a propady důlních děl a poddolovaná území jsou označeny varovnými tabulkami.

## Obyvatelstvo
Při sčítání lidu v roce 1921 zde žilo 1 175 obyvatel, z toho 1 160 Němců, 15 cizinců. K římskokatolické církvi se hlásilo 1 111 obyvatel, 60 k církvi evangelické, jeden k církvi izraelitské, tři byli bez vyznání.
| Rok                                                                     | 1869 | 1880 | 1890 | 1900 | 1910  | 1921  | 1930  | 1950 | 1961 | 1970 | 1980 | 1991 | 2001 | 2011 | 2021 |
| ----------------------------------------------------------------------- | ---- | ---- | ---- | ---- | ----- | ----- | ----- | ---- | ---- | ---- | ---- | ---- | ---- | ---- | ---- |
| Počet obyvatel                                                          | 410  | 591  | 714  | 977  | 1 243 | 1 175 | 1 362 | 249  | -    | 177  | 121  | 85   | 103  | 115  | 135  |
| Počet domů                                                              | 33   | 55   | 72   | 105  | 132   | 143   | 192   | 143  | -    | 56   | 35   | 34   | 49   | 54   | 57   |
| Počet obyvatel a domů z roku 1961 je zahrnut v přehledu města Kraslice. |      |      |      |      |       |       |       |      |      |      |      |      |      |      |      |

## Obecní správa
Při sčítání lidu v letech 1850–1949 Zelená Hora byla samostatnou obcí v okrese Kraslice. V letech 1950–1959 byla osadou obce Tisová v okrese Kraslice. V následujícím období byla osada úředně zrušena a jako část města Kraslice byla obnovena 1. července 1980. V letech 1869–1909 k obci patřila Tisová.

## Pamětihodnosti
- Zelenohorská hruška, památný strom